# Želva kaspická
Želva kaspická (Mauremys caspica) je druhem rodu Mauremys a patří mezi sladkovodní želvy. Rozlišují se tři poddruhy, a to východní, západní a balkánský.

## Popis
Karapax má šedo-olivovou barvu, plastron (spodní část krunýře) má barvu žlutou s černými skvrnami. Na hlavě má podélné proužky, které pokračují i na krk a končetiny. Má čelisti bez zubů, místo nich má ke stisknutí potravy pevné desky z rohoviny. Dobře šplhá po skalách i kamenech. Je velká asi 20 až 24 cm (karapax). Ráda se sluní, je při slunění ale velmi opatrná, na sebemenší vyrušení reaguje rychlým útěkem do vody. Zimu přečkává na dně v bahně. Má neagresivní charakter, tudíž ji lze chovat v zajetím i s dalšími želvami.

## Potrava
Patří mezi dravce. Živí se převážně masitou stravou, většinou rybami, vodním hmyzem, vodními plži, obojživelníky, měkkýši a červy. Přijímá i rostlinnou potravu, vodní rostliny, byliny a řasy. Ve stravě hlavně musí být dostatek vitaminů a minerálních látek, zvláště mláďata potřebují dostatek všech esenciálních látek.

## Reprodukce
Samice klade 9–12 vajec, mláďata se líhnou asi po 60 dnech.

## Výskyt
Obývá jihovýchod Evropy, a teplé oblasti Asie. Vyskytuje se ve státech Turecko, Írán, Irák, Chorvatsko, Bulharsko, Kypr, a Izrael. Přirozeným prostředím jsou pro ni potoky, řeky, rybníky a jezera, nejlépe s hustým rostlinným porostem bohatým na vodní hmyz a ryby. Nemá ráda rychle tekoucí vody a na souš vylézá jen kvůli snůšce vajec nebo slunění.